# Tomás Fernández (calciatore 1915)
Tomás Fernández (9 febbraio 1915 – ...) è stato un calciatore cubano, di ruolo attaccante.

## Carriera
Partecipò al Mondiale del 1938 con la Nazionale cubana.